# Comesperma ciliatum
Comesperma ciliatum är en jungfrulinsväxtart som beskrevs av Joachim Steetz. Comesperma ciliatum ingår i släktet Comesperma och familjen jungfrulinsväxter. Inga underarter finns listade i Catalogue of Life.